# Pfeil (Familienname)
Pfeil ist ein deutscher Familienname.

## Namensträger
- Adam Friedrich von Pfeil (1719–1794), preußischer Kammerdirektor und Landrat
- Alexander von Pfeil (* 1970), deutscher Theaterregisseur
- Andrea Limper-Pfeil (* 1966), deutsch-polnische Fußballspielerin und -trainerin
- Aurel Pfeil (1855–1924), sächsischer Generalmajor
- Bernhard von Pfeil und Klein-Ellguth (1829–1910), preußischer Generalmajor
- Carl Friedrich von Pfeil und Klein-Ellguth (1735–1807), preußischer Landrat
- Christian Pfeil (Sportfunktionär) (1889–1965), deutscher Sportfunktionär und Autor
- Christian Pfeil (Schauspieler) (* 1970), deutscher Schauspieler
- Christl Pfeil (* vor 1935), deutsche Schauspielerin und Hörspielsprecherin
- Christoph Karl Ludwig von Pfeil (Christian Karl Ludwig von Pfeil; 1712–1784), deutscher Jurist, Diplomat, Dichter und Schriftsteller
- Danny Pfeil (* 1969), deutscher Automobilrennfahrer
- Dirk Pfeil (* 1948), deutscher Politiker (FDP), MdL Hessen
- Donald J. Pfeil (1937–1989), US-amerikanischer Schriftsteller
- Eduard von Pfeil-Burghauß (1833–1905), deutscher Rittergutsbesitzer und Politiker
- Elisabeth Pfeil (1901–1975), deutsche Soziologin
- Eric Pfeil (* 1969), deutscher Autor und Publizist
- Ernst Pfeil (1850–1919), deutscher Pfarrer und Historiker
- Ewald von Pfeil (1824–1889), schlesischer Rittergutsbesitzer und Politiker
- Frank Pfeil (* 1960), deutscher Verwaltungsbeamter
- Franz Pfeil (1884–1945), deutscher Kolonialbeamter und Lehrer
- Giovanni Pfeil (1851–1930), sächsischer Generalmajor
- Hanna Pfeil(1925–2022), deutsche Radiomoderatorin
- Hans Pfeil (1903–1997), katholischer Philosoph
- Hartmuth Pfeil (1893–1962), deutscher Grafiker und Zeichner
- Heinrich Pfeil (Jurist) (* 1880), deutscher Jurist und Präsident des Landgerichts Wiesbaden
- Heinrich Pfeil (1835–1899), deutscher Komponist, Redakteur und Musikschriftsteller
- Helga Pfeil-Braun (1925–2016), deutsche Autorin
- Hugo Pfeil (1885–1967), deutscher Priester
- Joachim von Pfeil (1857–1924), deutscher Afrikaforscher
- Johann Gottlob Benjamin Pfeil (1732–1800), deutscher Jurist und Schriftsteller
- Johannes Pfeil († 1544), deutscher Akademiker und Mediziner
- Jörg Magnus Pfeil (* 1964), deutscher Komponist
- Juliane Pfeil (* 1987), deutsche Politikerin (SPD), MdL
- Julienne Pfeil (* 1984), Schweizer Schauspielerin
- Ludwig Pfeil (1920–1994), deutscher Politiker (CDU), MdL Rheinland-Pfalz
- Julius Friedrich von Pfeil (1698–1772), preußischer Landrat
- Mathias Pfeil (* 1961), deutscher Architekt und Denkmalpfleger
- Mathieu Pfeil (1862–1939), deutscher Schauspieler
- Maximilian August von Scharfenstein genannt von Pfeil (1762–1824), kurkölnischer Kämmerer und kurpfalz-bayerischer Geheimrat
- Moritz Pfeil, Pseudonym von Rudolf Augstein (1923–2002), deutscher Journalist, Verleger und Publizist
- Moritz Pfeil, Pseudonym von Hans Detlev Becker (1921–2014), deutscher Journalist
- Robert Pfeil (Ingenieur) (1864–1928), deutscher Ingenieur und Manager
- Robert Pfeil (Leichtathlet), deutscher Leichtathlet
- Theo Pfeil (1903–1973), deutscher Maler
- Ulrich Pfeil (* 1966), deutscher Historiker
- Valentin Pfeil (* 1988), österreichischer Leichtathlet
- Victoria Pfeil (* 1994), österreichische Jazzmusikerin
- Werner Pfeil (Leichtathlet) (1937–2019), deutscher Leichtathlet
- Werner Pfeil (Politiker) (* 1966), deutscher Politiker (FDP), MdL
- Wilhelm Pfeil (1783–1859), deutscher Forstwissenschaftler und Hochschullehrer